# 小行星2678
小行星2678（2678 Aavasaksa）是一颗绕太阳运转的小行星，为主小行星带小行星。该小行星于1938年2月24日发现。
該小行星以芬蘭西部的阿瓦薩克沙山命名。

## 轨道参数
小行星2678的轨道半长轴为2.2599144 UA，离心率为0.0864095。